# タクナ大聖堂
タクナ大聖堂（タクナだいせいどう、西: Catedral de Tacnaまたは, 西: Catedral de Nuestra Señora del Rosario、ロザリオの聖母大聖堂）は、ペルーのタクナ市の中心部の大通り公園であるパセオ・シビコ内に建つネオルネッサンス建築の大聖堂である。

## 歴史
1875年建築開始。
太平洋戦争およびその後のチリによる占領などにより途中で工事は停滞したが、1954年8月28日に完成した。